# Gijs Tuinman
Gijs Pepijn Tuinman (Heerlen, 15 november 1979) is een Nederlands politicus namens de BBB en militair. Sinds 2 juli 2024 is hij staatssecretaris van Defensie in het kabinet-Schoof. Voordat hij de politiek in ging werkte hij bij de Koninklijke Landmacht als luitenant-kolonel. Hij is onderscheiden met de Militaire Willems-Orde en de Bronzen Leeuw.

## Levensloop

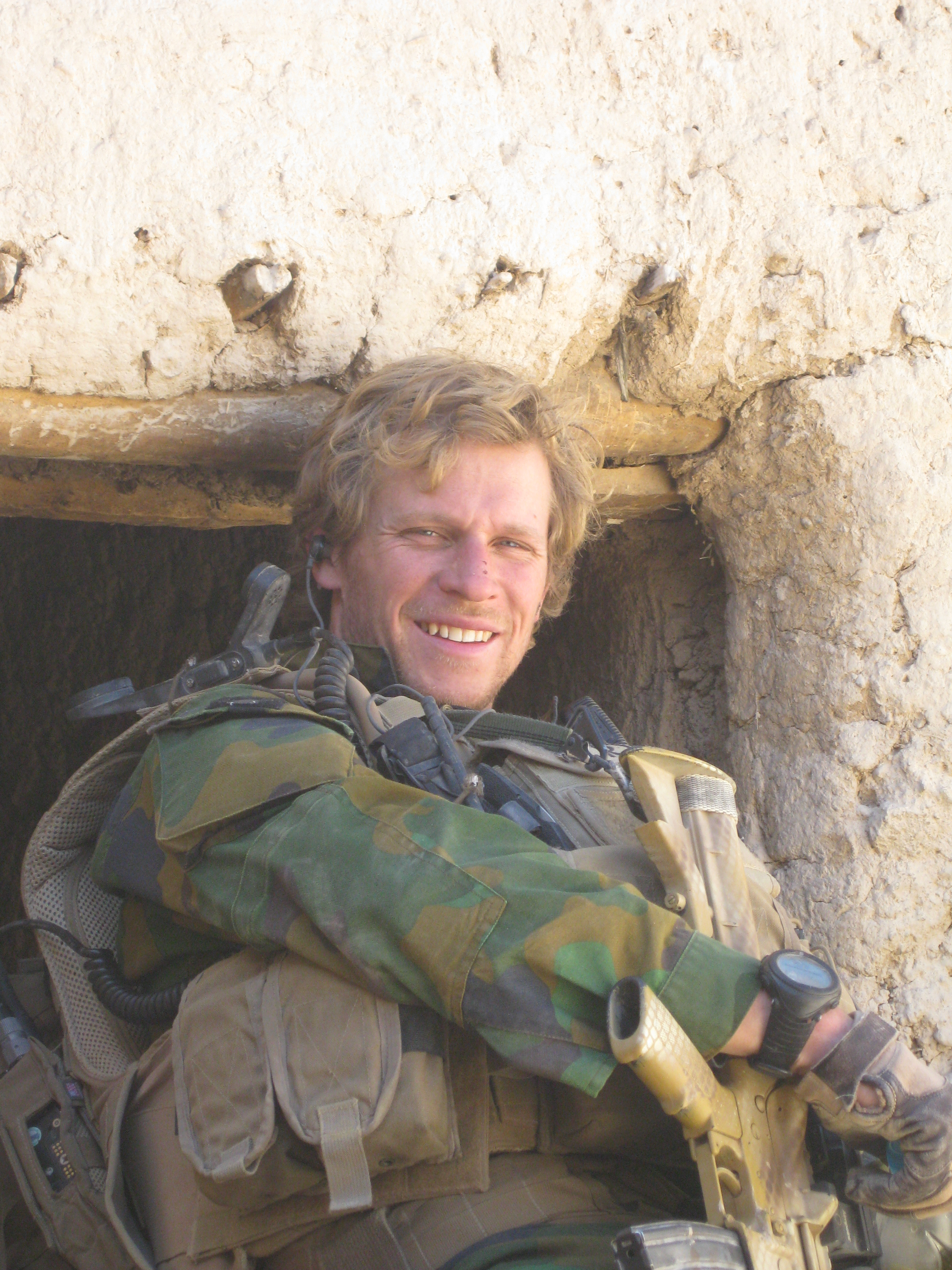
Tuinman als kapitein in Afghanistan (2009)

Tuinman werd in 1979 geboren in Heerlen, waar hij van 1992 tot 1998 op het Bernardinuscollege het vwo doorliep. In 1998 volgde hij de officiersopleiding aan de Koninklijke Militaire Academie in Breda, om in 2001 groepscommandant bij het Korps Commandotroepen te worden. Tot 2009 werd hij minimaal vijf maal naar Afghanistan en enkele malen naar Afrika op missies gestuurd. Op 7 oktober 2009 kreeg Tuinman voor een missie in 2006 de Bronzen Leeuw, de op één na hoogste militaire onderscheiding, uitgereikt door koningin Beatrix.
Van 2009 tot 2012 was hij beleidsadviseur speciale operaties bij het ministerie van Defensie in Den Haag. Hierna werd hij als 'burger' consultant bij Deloitte, om in 2013 terug te keren naar Defensie.

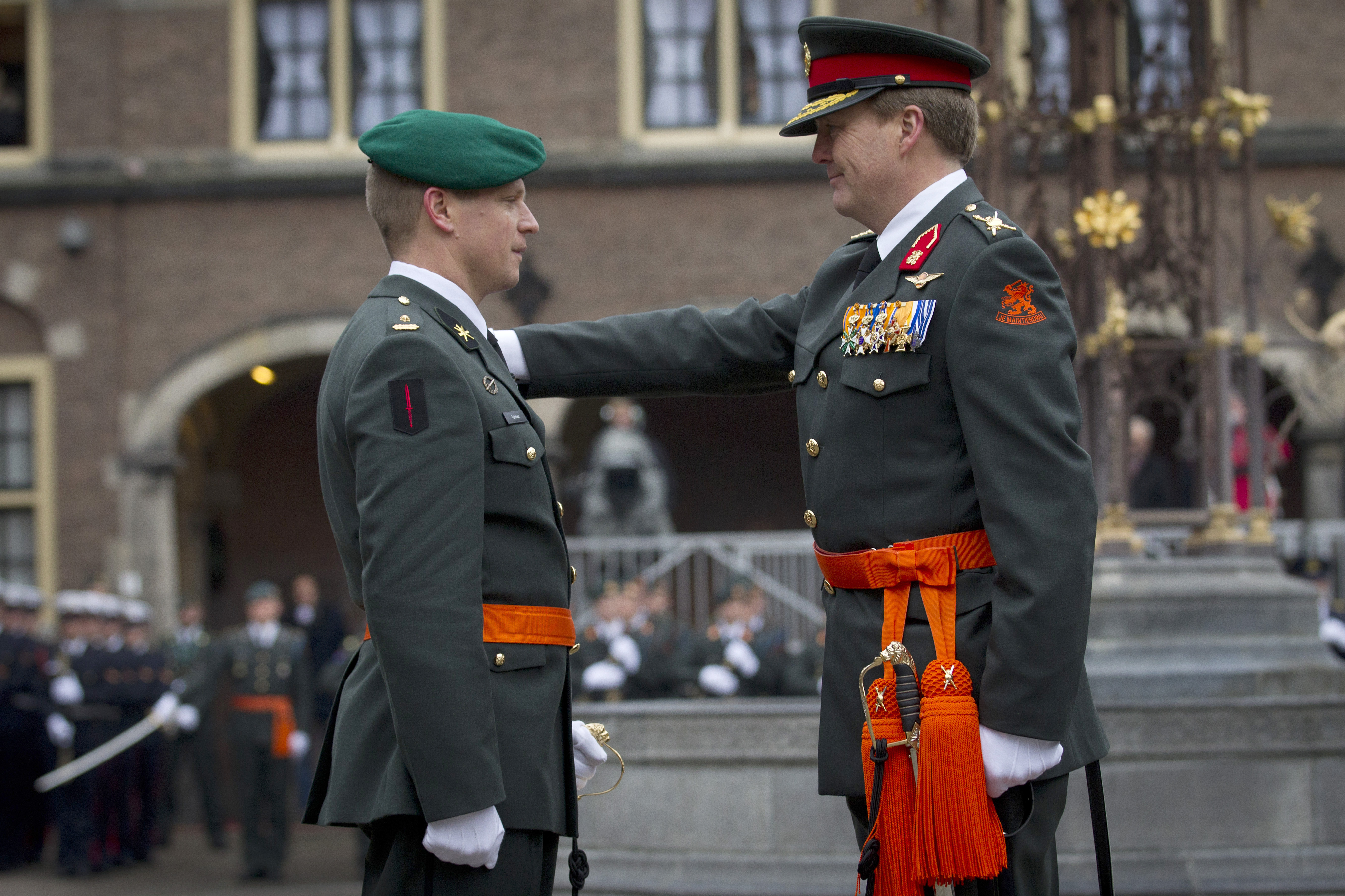
Tuinman wordt door koning Willem-Alexander tot ridder geslagen (2014)

Op 4 december 2014 werd Tuinman op het Binnenhof in Den Haag door koning Willem-Alexander tot Ridder der Militaire Willems-Orde der vierde klasse geslagen, hij ontving hierbij ook het MWO.4-kruis. De koning refereerde aan Tuinman en Epke Zonderland in zijn kersttoespraak van 2014.

### Politiek
Voor de Tweede Kamerverkiezingen van 22 november 2023 stond Tuinman op plaats 3 van de kandidatenlijst van de BoerBurgerBeweging (BBB). BBB gaf daarbij aan hem te willen voordragen als minister van Defensie, als zij die post in een kabinet zouden krijgen. Aangezien BBB zeven zetels haalde, werd hij op 6 december dat jaar Tweede Kamerlid. Sinds 2 juli 2024 is hij staatssecretaris van Defensie in het kabinet-Schoof. Zijn Kamerlidmaatschap kwam daarmee ten einde.

#### Staatssecretaris van Defensie
Tuinman vindt dat Defensie moet opschalen naar 100.000 man. Om dit doel te halen verwachtte Tuinman niet dat de dienstplicht heringevoerd hoefde te worden. In plaats daarvan wilde hij zich inzetten op een verhoging van de reguliere instroom en het 'dienjaar'.
Ook pleitte Tuinman voor de bouw van een munitiedepot in het noorden van Nederland. Dat heeft te maken met de strategische ligging van de Eemshaven. De munitie die daar zou worden opgeslagen, zou van daar uit snel naar NAVO-bondgenoten moeten worden gebracht. Een Tweede Kamer meerderheid nam een motie van SP en GroenLinks-PvdA aan waarin werd gepleit voor een verbod op de bouw van munitiedepots in het Groningse aardbevingsgebied. Volgens Tuinman was de kans "onwaarschijnlijk klein" dat het munitiedepot in het aardbevingsgebied komt.
De uitbreidingen van de krijgsmacht, onder Tuinman, zijn volgens hem de grootste sinds 1933. Zo komt er in de gemeente Zeewolde een nieuwe militaire kazerne die vijf- tot zevenduizend militairen moet gaan huisvesten. Ook wordt de bijna de gehele provincie Zeeland een laagvlieggebied voor helikopters en zullen F-35-straaljagers opstijgen en landen via Lelystad Airport.

## Privéleven
Tuinman heeft een tweelingbroer,  Joost Tuinman.

## Decoraties
- Ridder (4e klasse) in de Militaire Willems-Orde;
- Bronzen Leeuw;
- Herinneringsmedaille Internationale Missies met gespen en:Operation Enduring Freedom en ISAF (3x)
- Kruis voor betoonde marsvaardigheid
- Navo medaille non-Artikel 5 voor ISAF

Daarnaast is Tuinman gerechtigd tot het dragen van:
- Brevet Hogere Defensievorming
- Gevechtsinsigne
- Parachutistenbrevet Vrije val C-Ops